# Chuột Bosavi
Chuột Bosavi (tên tiếng Anh: Bosavi woolly rat hay chuột lông mịn khổng lồ, đang được định danh khoa học) là một loài chuột trong chi Mallomys thuộc họ Muridae, nó được phát hiện vào năm 2009 tại khu vực rừng núi hẻo lánh ở Papua New Guinea, đây là một loài chuột có kích thước ngoại cỡ.

## Đặc điểm
Chúng là một loài chuột khổng lồ vừa được phát hiện tại vùng rừng mưa của Papua New Guinea. Sinh vật kì lạ này được tìm thấy bởi các nhà làm phim thám hiểm của đài BBC bởi tiến sĩ Kristofer Helgen, thành viên đoàn thám hiểm, tại miệng núi lửa Bosavi một ngọn núi lửa đã tắt nằm trên cao nguyên miền Nam của Papua New Guinea và hiện tại chưa được tìm thấy tại bất kì nơi nào khác trên thế giới. Theo những thổ dân địa phương thì chúng là nguồn thức ăn bổ dưỡng cho họ.
Chuột Bosavi có thể thuộc chi Mallomys bao gồm các loài sinh vật ngoại cỡ. Chúng có chiều dài tới 82 cm, nặng tới 1,5 kg và có bộ lông dày màu nâu đồng giúp chúng sống sót trong điều kiện ẩm ướt và lạnh giá tại các miệng núi lửa đã tắt. Chúng không hề sợ người và được xác định là một trong những loài chuột lớn nhất trên thế giới. Chuột Bosavi có hình dạng giống như những con chuột cống ở thành phố. Chúng có cách leo trèo tương đối giống con lười. Loài chuột này không hề sợ con người.